# Malus daochengensis
Malus daochengensis är en rosväxtart som beskrevs av Chao Luang Li. Malus daochengensis ingår i släktet aplar, och familjen rosväxter. Inga underarter finns listade i Catalogue of Life.